# Bow of Fife
Bow of Fife ist ein Dorf in der schottischen Unitary Authority Fife. Es liegt etwa sechs Kilometer westlich von Cupar und zehn Kilometer nördlich von Glenrothes. Bow of Fife wird durch die A91 an das Straßennetz angeschlossen.
Seit 2006 ist mit der Daftmill-Brennerei die kleinste kommerzielle Whiskybrennerei in Schottland in Bow of Fife ansässig. Ferner gibt es in Bow of Fife einen modernen Tierpark.

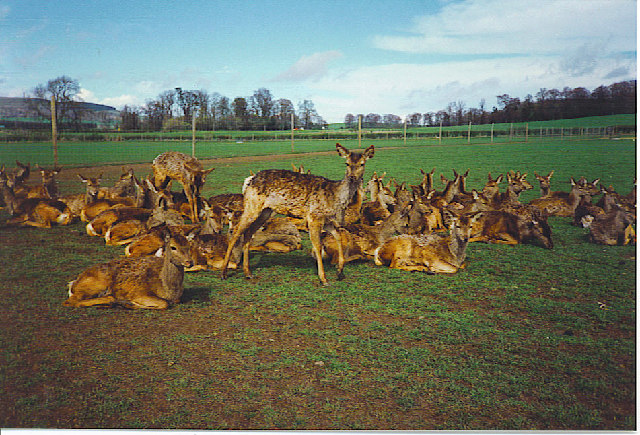
Wildpark in Bow of Fife
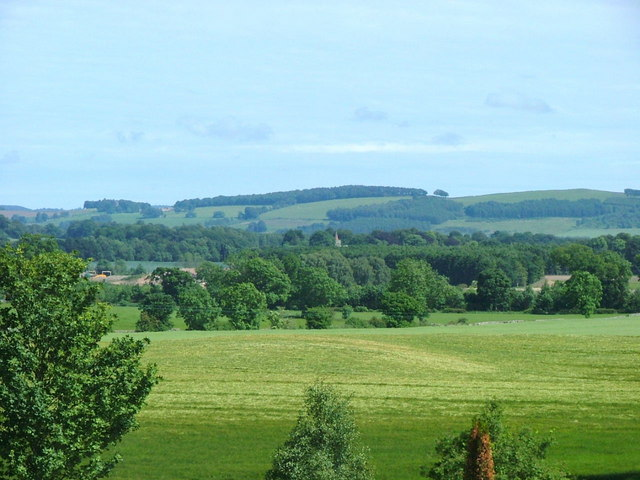
Umgebung von Bow of Fife
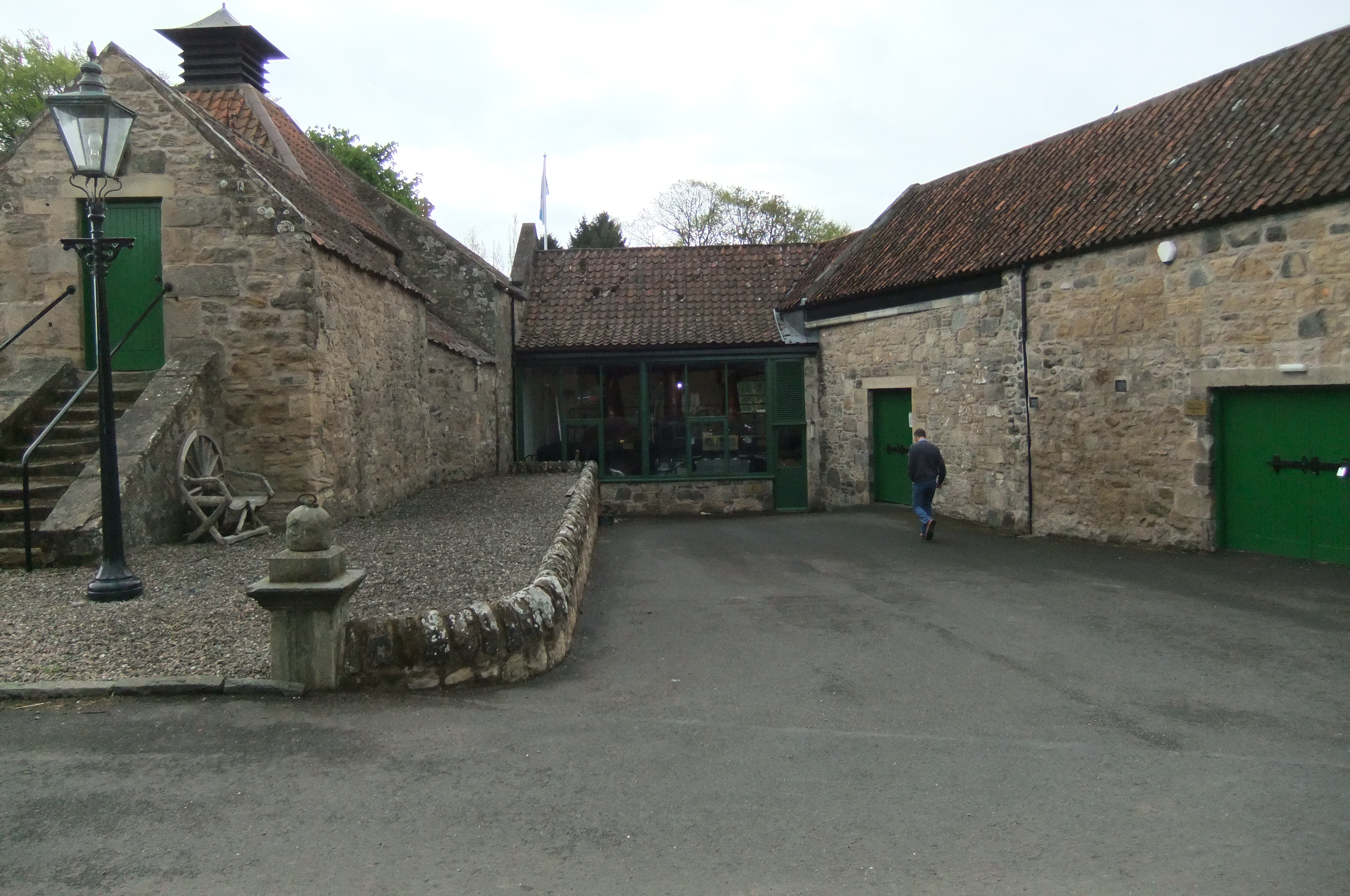
Daftmill-Brennerei